# Волоконна оптика
Волоко́нна о́птика — це розділ оптики, в якому розглядається передача електромагнітних хвиль оптичного діапазону спектру циліндричними діелектричними хвилеводами, які називають оптичними волокнами.

## Історія становлення волоконної оптики
Термін «волоконна оптика» з'явився у 50-х рр. XX ст.
Основним елементом волоконної оптики є оптичне волокно.
Оптичне волокно у найпростішому випадку являє собою тонку прозору скляну нитку, якою може передаватися оптичне випромінювання за рахунок явища повного внутрішнього відбивання. Сучасні оптичні волокна є надзвичайно прозорими і здатні передавати оптичні сигнали без спотворення на великі відстані понад 100 км. У наш час[коли?] оптичні волокна є основним середовищем передачі на таких дистанціях.
Передача інформації з допомогою світлових хвиль має дуже давню історію. Люди завжди обмінювались і до сьогодні обмінюються інформацією на відстані прямої видимості з допомогою умовних знаків. Поза зоною прямої видимості повідомлення передавали з допомогою звуку або вогнищ, які розпалювали на вершинах гір. Пізніше використовували факели і так звані «вогнища небезпек і перемог» на високих вежах. Моряки використовували сигнальні лампи для передачі інформації за допомогою коду Морзе, а маяки протягом багатьох століть служити орієнтиром для кораблів, які наближалися до берега.
На початку 90-х років XVIII століття французький інженер Клауд Чапп (Claude Chappe) винайшов оптичний телеграф. Вже під час війни Французької республіки з Австрією оптична телеграфна лінія зв'язувала Париж з Ліллем. Було встановлено понад 20 станцій, через які повідомлення передавалося з одного кінця в інший за 15 хвилин.
У 1880 році Олександр Грехем Белл (Alexander Graham Bell) винайшов і запатентував оптичну телефонну систему, яку він назвав фотофоном. У цій системі направлене світло використовувалося для передачі розмови. Такий фотофон дозволяв передавати розмову на відстань приблизно 200 м.
Винаходи К.Чаппа і О.Белла ґрунтувалися на прямолінійності поширення світла і як середовище чи канал передачі використовували атмосферу, тобто вони були відкритими лініями оптичного зв'язку. Такі лінії не могли працювати, коли надворі туман, падає дощ або сніг. Тим більше, телефон, який винайшов Белл раніше фотофону, показав, що передача сигналів проводами є захищенішою і надійнішою. Все це призвело до того, що через кілька десятиліть системи електричного зв'язку повністю замінили існуючі на той час системи оптичного зв'язку.
Однак, використання світла як носія інформації має свої переваги. Тому, перед винахідниками постала нова задача — створення закритих оптичних каналів передачі на великі відстані, причому по криволінійній траєкторії. В результаті була створена оптична лінія зв'язку нового типу, яку назвали оптичним хвилеводом. Перші розробки оптичних хвилеводів мали дуже різноманітні конструкції. Одні з них представляли собою труби, в яких послідовно розміщувались лінзи. В інших труби заповнювались газом і підігрівались. Ще інші використовували систему послідовно розміщених дзеркал. Однак, всі вони були надто дорогими і мали багато недоліків. Сучасні оптичні хвилеводи повністю відрізняються від цих «перших» хвилеводів, оскільки в основі їх роботи лежить зовсім інший принцип передачі світла, який ґрунтується на явищі повного внутрішнього відбивання. Потрібно було дуже багато років досліджень і розробок, щоб винайти ті оптичні хвилеводи, які ми називаємо сьогодні оптичними волокнами.
Нова технологія передачі світла була започаткована ще за декілька десятиліть до винайдення фотофону Беллом. На початку 1840-х років швейцарський фізик Даніель Коллодон (Daniel Collodon) і французький фізик Жак Бабінет (Jacques Babinet) показали, що світло може поширюватися вздовж струменів води фонтану. У 1854 році британський фізик Джон Тіндалл (John Tyndall) продемонстрував передачу світла вздовж струменя води за рахунок повного внутрішнього відбивання на границі «вода-повітря». Він показав, що світло може огинати будь-яку траєкторію.
На початку XX століття були проведені теоретичні і експериментальні дослідження діелектричних оптичних хвилеводів.
У 1920-х роках Джон Берд (John Logie Baird) в Англії і Лоренс Ганзель (Clarence W. Hansell) у США запатентували ідею використання масивів пустотілих трубок і прозорих стержнів для передачі зображень у телевізійних і факсимільних системах. Однак, першим, хто продемонстрував передачу зображення через джгут волокон, був тоді ще студент-медик Генріх Ламм (Heinrich Lamm). Його ціль була подивитися всередину недоступних частин тіла.
Наприкінці 1940-х років Хольге Хансен (Holger Møller Hansen) в Данії і Абрахам Ван Хілл (Abraham C. S. Van Heel) в Голландії почали дослідження з передачі зображення через джгути паралельних скляних волокон. У 1954 році Абрахам Ван Хілл та Гарольд Хопкінс (Harold Hopkins) і Наріндер Капані (Narinder Kapany) з Імператорського коледжу в Лондоні окремо опублікували статті у престижному британському журналі Nature про волоконні джгути для передачі зображення. Жоден з них не зробив таких джгутів, які б передавали світло на велику віддаль, однак, Ван Хілл зробив дуже важливе нововведення. Всі попередні волокна були непокриті і повне внутрішнє відбивання проходило на поверхні «скло-повітря». Він запропонував покрити таке «голе» волокно шаром прозорого матеріалу з низьким показником заломлення. Це б захистило відбиваючу поверхню від забруднень та істотно знизило перехідні завади між волокнами. Наступним важливим кроком в цьому напрямку була розробка скляного волокна з покриттям тоді ще студентом Університету штату Мічиган Лоренсом Картіссом (Lawrence Curtiss), який частково працював над проектом розробки ендоскопу для огляду внутрішньої частини шлунку з фізиками Безілем Хіршовіцем (Basil Hirschowitz) та Пітерсом (С. Wilbur Peters). У 1957 році Хіршовіц вперше протестував розроблений волоконно-оптичний ендоскоп на пацієнті. До кінця 1960-х рр. оптичні волокна мали затухання близько 1 дБ/м, що було достатнім для медичних застосувань, але надто великим для їх застосування в оптичних лініях зв'язку.
Тим часом, інженери зв'язку через постійне зростання телефонного і телевізійного трафіку вели пошуки способів збільшення пропускної здатності каналів передачі. Радіочастоти і мікрохвильові частоти були у дуже інтенсивному на той час використанні. Виходом із ситуації, яка склалася, було використання несучих з вищими частотами. Винахід лазера у 1960 році, як потужного джерела оптичної несучої високої частоти, посприяв подальшим дослідженням і розробкам в області волоконної оптики. У 1966 році Чарльз Као (Charles Kao) і Джордж Хокхем (George Hockham), які працювали в англійській лабораторії телекомунікаційних стандартів, опублікували статтю про те, що оптичні волокна все ж можуть бути використані як середовище передачі інформації за умови, що затухання в них буде менше 20 дБ/км. При цьому вони вказали, що високий рівень затухання, який був властивий першим волокнам (~1000 дБ/км), пов'язаний з наявними у склі домішками. З цього часу всі лабораторії у світі почали працювати над зменшенням оптичних втрат у волокнах. Потрібно було аж чотири роки досліджень, щоб нарешті отримати таке волокно, яке б задовольнило критерій Као-Хокхема.
У вересні 1970 року Роберт Маурер зі своїми колегами з компанії Corning Glass Works оголосили про виготовлення одномодових волокон із затуханням 17 дБ/км на довжині хвилі випромінювання He-Ne-лазера (λ = 633 нм). У 1972 році були виготовлені багатомодові волокна леговані германієм із затуханням 4 дБ/км і набагато кращою міцністю ніж попередні.
На початку 1976 року Masaharu Horiguchi (NTT Lab) і Hiroshi Osanai (Fujikura Cable) виготовили перше волокно з втратами 0,47 дБ/км на довгих довжинах хвиль 1,2 мкм, а літом цього ж року було відкрито третє вікно прозорості кварцового волокна на довжині хвилі 1,55 мкм.
На даний час найкращі кварцові волокна мають затухання на рівні приблизно 0,2 дБ/км у третьому вікні прозорості. У 2002 році компанія Sumitomo розробила волокно, яке має затухання 0,151 дБ/км на довжині хвилі 1568 нм.
В оптичних лабораторіях США розробляються ще «прозоріші» так звані фторцирконатні волокна з теоретичною межею затухання близько 0,02 дБ/км на довжині хвилі 2,5 мкм. Лабораторні дослідження показали, що на основі таких волокон можуть бути створені лінії зв'язку довжиною 4600 км при швидкості передачі даних близько 1 Гбіт/с.
У наш час оптичне волокно вважається найдосконалішим середовищем передачі інформації як у телекомунікаційних системах великої протяжності так і в локальних системах передачі даних. Це пояснюється тим, що оптичні волокна за своїми характеристиками набагато перевершують електричні кабелі. На відміну від мідних проводів, які передають електричні сигнали, оптичне волокно є діелектриком і може передавати тільки оптичний сигнал. З цього й випливають основні переваги оптичних волокон.

## Застосування
Починаючи від часу становлення волоконної оптики основною областю її застосування є системи оптичного зв'язку. Перші комерційні волоконно-оптичні телефонні системи були встановлені у квітні 1977 року компаніями AT&T і GTE (General Telephone and Electronics). Перевершивши за своїми характеристиками всі існуючі на той час стандарти, вони дуже швидко набули широкого використання. Більше мільйона телефонних розмов сьогодні можна одночасно передавати через одне оптичне волокно. Поява всесвітньої мережі «Інтернет» та постійно зростаюча потреба в інформаційній пропускній здатності каналів зв'язку посприяли ще більшому розвитку і використанню волоконної оптики в системах передачі даних.
Крім систем передачі даних, волоконна оптика сьогодні також ефективно використовується в системах передачі зображення, системах освітлення, у давачах фізичних величин. Сучасні волоконно-оптичні давачі дозволяють вимірювати майже все, наприклад: температуру, тиск, зміщення, положення в просторі, швидкість обертання, швидкість лінійного переміщення, прискорення, коливання, масу, рівень рідини, деформації, показник заломлення, електричне поле, магнітне поле, електричний струм, концентрацію газу, дозу радіаційного опромінення та ін. Оптичне волокно в таких давачах може використовуватися як лінія передачі або як чутливий елемент такого давача. Для систем освітлення використовуються як правило оптичні волокна великих діаметрів, а також джгути з невпорядкованими волокнами. Такі системи можуть використовуватись, наприклад, в автомобілях для підсвічування різних приладів розміщених на передній панелі, а також там, де необхідно освітити важкодоступні місця. Крім того, волоконне освітлення широко використовується у декоративних цілях (рекламні вивіски, штучні ялинки, вироби мистецтва). В системах передачі зображення використовуються виключно волоконні джгути з впорядкованими волокнами. Такі джгути знайшли широке застосування в медичних ендоскопах для візуального спостереження внутрішніх органів людини, виключаючи тим самим необхідність хірургічного втручання. Крім того, їх також використовують і в технічних ендоскопах для огляду деталей конструкцій, які знаходяться у важкодоступних місцях (наприклад, двигуни літаків і автомобілів).